# گروه دیوان
گروه دیوان (انگلیسی: Divan Group) شرکت مهمان‌نوازی ترک است، که در سال ۱۹۵۶ توسط وهبی کوچ تأسیس شد.